# Baneberry
Baneberry és una població dels Estats Units a l'estat de Tennessee. Segons el cens del 2000 tenia 366 habitants.

## Demografia
Segons el cens del 2000, Baneberry tenia 366 habitants, 159 habitatges, i 120 famílies. La densitat de població era de 78,1 habitants/km².
Dels 159 habitatges en un 22% hi vivien nens de menys de 18 anys, en un 73% hi vivien parelles casades, en un 1,3% dones solteres, i en un 24,5% no eren unitats familiars. En el 23,3% dels habitatges hi vivien persones soles el 6,9% de les quals corresponia a persones de 65 anys o més que vivien soles. El nombre mitjà de persones vivint en cada habitatge era de 2,3 i el nombre mitjà de persones que vivien en cada família era de 2,7.
Per edats la població es repartia de la següent manera: un 16,7% tenia menys de 18 anys, un 4,6% entre 18 i 24, un 19,4% entre 25 i 44, un 41% de 45 a 60 i un 18,3% 65 anys o més.
L'edat mediana era de 49 anys. Per cada 100 dones de 18 o més anys hi havia 106,1 homes.
La renda mediana per habitatge era de 47.188 $ i la renda mediana per família de 52.917 $. Els homes tenien una renda mediana de 47.083 $ mentre que les dones 24.250 $. La renda per capita de la població era de 22.212 $. Entorn del 2,4% de les famílies i el 4,6% de la població estaven per davall del llindar de pobresa.

## Poblacions més properes
El següent diagrama mostra les poblacions més properes.